# 美國眾議院司法委員會
美国众议院司法委员会（United States House Committee on the Judiciary）是美国众议院的一個常设委员会 (美国国会)。该委员会成立于1813年6月3日 。它负责监督美国联邦司法机构、行政机构以及联邦政府的执法部門。司法委员会也可以參與弹劾联邦政府的官员。